# Calligonum squarrosum
Calligonum squarrosum Pavlov – gatunek rośliny z rodziny rdestowatych (Polygonaceae Juss.). Występuje naturalnie w Kazachstanie, Turkmenistanie, Uzbekistanie oraz Chinach (w regionie autonomicznym Sinciang). 

## Morfologia
PokrójZrzucający liście krzew dorastający do 0,5–0,8 m wysokości.
LiścieBlaszka liściowa równowąska, do 5 mm długości, o ostrym wierzchołku.
KwiatyPojedyncze lub zebrane po 2–3 w pęczki, rozwijają się w kątach pędów. Listki okwiatu eliptyczne, czerwone, mierzą do 3–4 mm długości.
OwoceMają jajowaty kształt, osiągają 10–13 mm długości oraz 11–14 mm szerokości.

## Biologia i ekologia
Rośnie na pustyniach oraz wydmach. Występuje na wysokości około 600 m n.p.m. Kwitnie w czerwcu, natomiast owoce dojrzewają od czerwca do lipca.